# 圣里迈
圣里迈（法語：Saint-Rimay，法語發音：[sɛ̃ ʁimɛ]）是法国卢瓦-谢尔省的一个市镇，位于该省西北部，属于旺多姆区。

## 地理
圣里迈（47°45'45"N, 0°55'21"E）面积7.36 平方千米，位于法国中央-卢瓦尔河谷大区卢瓦-谢尔省，该省份为法国中北部省份，北起厄尔-卢瓦省，东北接卢瓦雷省，东南接谢尔省，南至安德尔省，西南接安德尔-卢瓦尔省，西北接萨尔特省。
与圣里迈接壤的市镇（或旧市镇、城区）包括：乌赛、吕奈、卢瓦河畔蒙图瓦尔、莱罗什莱韦克、托雷拉罗谢特、维拉瓦尔。

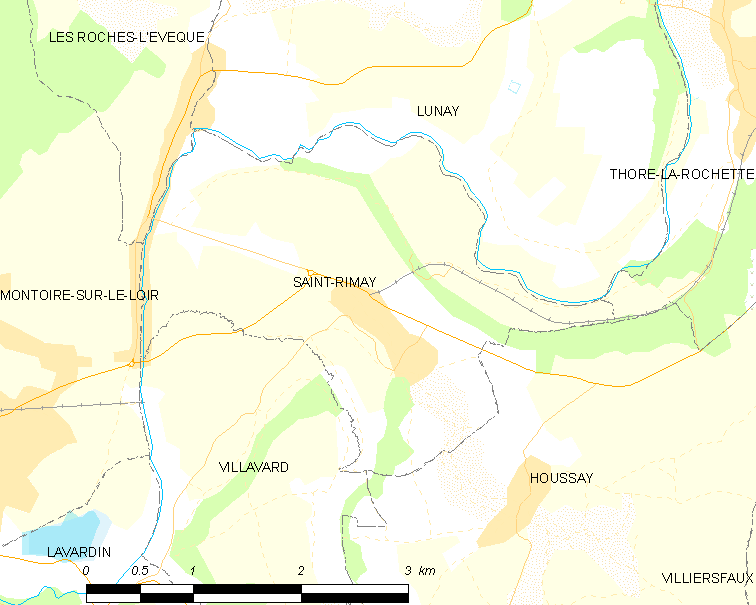
圣里迈的OSM定位图

圣里迈的时区为UTC+01:00、UTC+02:00（夏令时）。

## 行政
圣里迈的邮政编码为41800，INSEE市镇编码为41228。

## 政治
圣里迈所属的省级选区为卢瓦河畔蒙图瓦尔县。

## 人口

1962-2008年间圣里迈人口变化图示

圣里迈于2022年1月1日时的人口数量为294人。